# 岩男潤子のハッピーフライト
『岩男潤子のハッピーフライト』（いわおじゅんこのハッピーフライト）は、2016年4月3日から2018年9月30日までKBS京都ラジオで放送されていたバラエティ番組である。パーソナリティは岩男潤子。放送時間は毎週日曜 22:00 - 22:30 （日本標準時）。

## 概要
国際線の航空会社とフライトをイメージした番組で、岩男が架空の航空会社「JUNエアウェイズ」の従業員を演じつつ番組を進行させる。番組は、リスナーから寄せられたお便りの紹介、リスナーからリクエストされた曲の紹介、岩男によるフリートーク、そして岩男が演じるラジオドラマ風のパートで構成されている。
放送開始から半年間はラジオドラマ風のパートが主体で、内容もキャビンアテンダント役の岩男が世界各地の観光名所をナレーションで紹介するというものであったが、岩男は2016年10月2日放送分をもって総合戦略室マネジメント統括部ビジネスサポート課へ異動したことになり、番組自体もお便りの紹介やフリートークなどが中心の内容に変更された。リニューアル以後もドラマ風のパートはあるが、そちらも岩男と岩男自身が演じる「伝説のCAジュン」によるやり取りが主体になるなど、それまでとは内容が大きく異なっている。
番組は、KBS京都公式サイトでのポッドキャスティングを行っている。ただし、配信が行われるのはラジオ放送の翌日からであり、配信内容も楽曲紹介など一部の箇所を省略したものになる。またこれとは別に、番組スポンサーのジャストプレイヤーによる会員制クラウドサービス「TeraCLOUD」とのタイアップ企画も行っている。岩男が悩みを持つリスナーにアドバイスを送る「アドバイスボイス」と番組のこぼれ話を披露する「こぼれ話」は、このサービスで配信されている。